# FICEB
Il Festival Internazionale del cinema erotico di Barcellona, abbreviato FICEB, (Festival Internacional de Cinema Eròtic de Barcelona) è un festival annuale di film pornografici spagnoli con contestuale assegnazione di premi del settore. È il festival erotico più antico d'Europa.

## Storia
Il festival, più conosciuto come "la fiera del sesso", ebbe inizio nel 1992 e si tratta di una convention dedicata al sesso e alla pornografia. Con il passare degli anni ha conseguito sempre maggiore importanza a livello internazionale. Durante il festival vengono presentati nuovi film del settore e diversi spettacoli dal vivo con la partecipazione anche di attori pornografici come ad esempio Nacho Vidal, Rocco Siffredi e Silvia Saint. In realtà, a dispetto di quello che farebbe pensare il nome, non vengono presentati film erotici, ma esclusivamente film pornografici. Dal 2008 il Festival è stato spostato a Madrid, pur senza cambiare acronimo.
Inoltre, in questo festival c'è uno spazio dedicato al sadomasochismo denominato Club Bizarre.
Durante la manifestazione vengono consegnati dei premi per onorare in vari aspetti le performance dell'industria d'intrattenimento per adulti, così come avviene durante i più famosi AVN Awards negli USA.

## FICEB Awards
I FICEB Awards si dividono in tre grandi categorie per film pornografici: il Ninfa, raggruppato in 28 sottocategorie, per la filmografia eterosessuale, HeatGay per quella omosessuale e il Tacon de Aguya (letteralmente Tacco Alto o Tacco a spillo) per la filmografia BDSM e fetish. Nel 2009, a causa dell'assenza di fondi, programma e artisti, l'edizione è stata rinviata. Di seguito l'elenco dei vincitori dei NINFA Awards:

### NINFA Awards 2000[6]
- Best Film: Stavros
- Best 100% Sex Film: Dirty Anal Kelly in Rome
- Best Spanish Film: Bulls and Milk
- Best Director: Alain Payet
- Best Spanish Director: Narcis Bosch
- Best Actor: Nacho Vidal
- Best Actress: Laura Angel
- Best Spanish Actor: Max Cortés
- Best Spanish Actress: Sara Bernat
- Best Supporting Actor: Holly One
- Best Supporting Actress: Julia Taylor
- Best Starlet: Karma
- (Public) Lifetime Career: Luca Damiano

### NINFA Awards 2001[7]
- Best Film: LA PROVOCACIÓN
- Best 100% Sex Film: Orgínas Vikingas
- Best Spanish Film: Gothix
- Best Director: Mario Salieri
- Best Spanish Director: Jose Maria Ponce
- Best Actor: Nacho Vidal
- Best Actress: Sophie Evans
- Best Spanish Actor: Max Cortés
- Best Spanish Actress: Carmen
- Best Supporting Actor: Steve Holmes
- Best Supporting Actress: Monica Sweetheart
- Best Starlet: Jessica May
- (Public) Best Actor: Toni Ribas
- (Public) Best Actress: Tavalia Griffin
- (Public) Best Director: Conrad Son
- (Public) Lifetime Career: Marc Dorcel

### NINFA Awards 2002[8]
- Best Film: Fade to Black
- Best 100% Sex Film: Ass Collector
- Best Spanish Film: Fausto
- Best Spanish 100% Sex Film: Caníbales sexuales
- Best Director: Rocco Siffredi
- Best Spanish Director: Narcis Borsch
- Best Actor: Rocco Siffredi
- Best Actress: Laura Angel
- Best Spanish Actor: Max Cortés
- Best Spanish Actress: Celia Bianco
- Best Supporting Actor: Denis Marti
- Best Supporting Actress: Rita Faltoyano
- Best Starlet:  Katsuni
- (Public) Best Actor: Nacho Vidal
- (Public) Best Actress: Ovidie
- (Public) Best Director: Alain Payet
- (Public) Lifetime Career: Roberto Malone

### NINFA Awards 2003[9]
- Best Film: La Dolce Vita
- Best 100% Sex Film: Back 2 Evil
- Best Spanish Film: Hot Rats
- Best Spanish 100% Sex Film: Caníbales sexuales
- Best Director: Thomas Zupko
- Best Spanish Director: Narcis Borsch
- Best Actor: Nacho Vidal
- Best Actress: Belladonna
- Best Spanish Actor: Max Cortés
- Best Spanish Actress: Bibian Norai
- Best Supporting Actor: Francesco Malcom
- Best Supporting Actress: Michelle Wild
- Best Starlet: Cristina Bella
- (Public) Best Actor: Roberto Malone
- (Public) Best Actress: Sophie Evans
- (Public) Best Director: Max Hardcore
- (Public) Lifetime Career: John Stagliano

### NINFA Awards 2004[10]
- Best Film: Compulsión
- Best 100% Sex Film: Rocco meats Suzie
- Best Spanish Film:Crazy Bullets
- Best Spanish 100% Sex Film: Serial Fucker 5
- Best Director: Axel Braun
- Best Spanish Director: Narcis Borsch
- Best Actor: Ron Jeremy
- Best Actress: Katsuni
- Best Spanish Actor: Ramón Nomar
- Best Spanish Actress: Claudia Claire
- Best Supporting Actor: Roberto Malone
- Best Supporting Actress: Dora Venter
- Best Supporting Spanish Actor: Andrea Moranti
- Best Supporting Spanish Actress: Carmen
- Best Starlet: Anastasia Mayo
- (Public) Best Actor: Francesco Malcom
- (Public) Best Actress: Silvia Saint
- (Public) Best Director: Bibian Norai
- (Public) Lifetime Career: Pierre Woodman

### NINFA Awards 2005[11]
- Best Picture: Who fucked Rocco?
- Best 100% Sex Film: Wet Dreams
- Best Spanish Film:Crazy A través de la ventana
- Best Spanish 100% Sex Film: Serial Fucker 6
- Best Director: Fred Coppula
- Best Actor: Roberto Malone
- Best Actress: Katsuni
- Best Spanish Actor: Max Cortes
- Best Spanish Actress: Claudia Claire
- Best Supporting Actor: Don Fernando
- Best Supporting Actress: Sharka Blue
- Best Supporting Spanish Actor:
- Best Supporting Spanish Actress: Dunia Montenegro
- Best Starlet: Angel Dark
- Best Spanish Starlet: Lucía Lapiedra
- (Public) Best Actor: Tom Byron
- (Public) Best Actress: Silvia Saint
- (Public) Best Director: Pierre Woodman
- (Public) Lifetime Career: Marc Dorcel

### NINFA Awards 2006[12]
- Best Picture: Dark Angels 2
- Best 100% Sex Film: Fuck Me
- Best Spanish Film:The Gift
- Best Spanish 100% Sex Film:Tú descarga delante y yo descargo detrás
- Best Director: James Avalon
- Best Spanish Director: Pepe Catman
- Best Actor: Nacho Vidal
- Best Actress: Mya Diamond
- Best Spanish Actor: Ramón Nomar
- Best Spanish Actress: Sonia Baby
- Best Supporting Actor: Randy Spears
- Best Supporting Actress: Julie Silver
- Best Supporting Spanish Actor: Carlos Dario
- Best Supporting Spanish Actress: Natalia Z
- Best Starlet: Milly Jay
- FICEB Queen: Monica Vera
- (Public) Best Actor: Tom Byron
- (Public) Best Actress: Gina Lynn
- (Public) Best Director: Giancarlo Candiano
- (Public) Lifetime Career: Nina Hartley

### NINFA Awards 2007
- Best Picture: Fashionistas Safado
- Best 100% Sex Film: Backstage
- Best Spanish Film: Mi Padre De Giancarlo Candiano
- Best Spanish 100% Sex Film: Ibiza Sex Party
- Best Director: Mario Salieri
- Best Spanish Director: Narcis Borsch
- Best Actor: Rocco Siffredi
- Best Actress: Katsuni
- Best Spanish Actor: Roberto Chivas
- Best Spanish Actress: Mónica Vera
- Best Supporting Actor: Roberto Malone
- Best Supporting Actress: Rebecca Linares
- Best Supporting Spanish Actor: Andrea Moranty
- Best Supporting Spanish Actress: Dunia Montenegro
- Best Starlet: Divinity Love
- Best Spanish Starlet: Sandra G
- (Public) Best Actor: Max Cortes
- (Public) Best Actress: Lady May
- (Public) Best Director: Pierre Woodman
- (Public) Lifetime Career: Sophie Evans

### NINFA Awards 2008[13]
- Best Picture: Casino No Limit
- Best 100% Sex Film: Eskade the Submission
- Best Spanish Film: The Resolution
- Best Spanish 100% Sex Film: Nick Follando Españolas
- Best Director: Hervé Bodilis
- Best Spanish Director: Roberto Valtueña
- Best Actor: Mick Blue
- Best Actress: Nina Roberts
- Best Spanish Actor: Samuel Soler
- Best Spanish Actress: Salma de Nora
- Best Supporting Actor: Oliver Sanchez
- Best Supporting Actress: Tarra White
- Best Supporting Spanish Actor: Paco Roca
- Best Supporting Spanish Actress: Dunia Montenegro
- Best Starlet: Lucky
- Best Spanish Starlet: Bianca Jebi
- (Public) Best Actor: Nacho Vidal
- (Public) Best Actress: Anastasia Mayo
- (Public) Lifetime Career: Mario Salieri

### NINFA Awards 2013[14]
- Best Actor of the Year: Rob Diesel
- Best Actress of the Year: Gigi Love
- Best Actor of the Year in Gay-themed Videos: Martin Mazza
- Best New Actress: Noemilik
- Best Porn Artist Personal Website: zazelparadise.com
- Best Webcamer of the Year: Carolina Abril
- Best Porn Content Company of the Year: Actrices del Porno
- Best New Porn Content Company: Explicital
- Best Adult Content Website: actricesdelpono.com
- Best Sponsor: FA Webmasters
- Best Director of the Year: Roberto Chivas
- Best Video Editor: Irina Vega
- Best Adult Content Media: Estrellas del Porno
- Best Series of the Year: La Mansión de Nacho Vidal (Actrices del Porno)
- Best Amateur Series of the Year:Arnaldo Series (Fakings)
- Best International Adult Content Company: Brazzers
- Honorary Prize Awarded by the Organization: Torbe
- Special Award of the Barcelona Erotic Show Klic-Klic: Katya Sambuca
- Best Actress Chosen by the Public: Amanda X
- Best Actor Chosen by the Public: Rafa Garcia
- Best Spanish Adult Content Website Chosen by the Public: MiFacePorno.com

### NINFA Awards 2014[15]
- Best Actor of the Year: David El Moreno
- Best Actress of the Year: Amarna Miller
- Best Actor of the Year in Gay-themed Videos: Alejandro Magno
- Best New Actress: Daytona X
- Best New Actor: Juan Lucho
- Best Director: Raoul Lora
- Best Porn Content Company of the Year: Actrices del Porno
- Best Porn Artist Personal Website: norabarcelona.com
- Best Gay Porn Content Company: LocuraGay
- Best Adult Content Website: actricesdelpono.com
- Best Webcamer of the Year: Silvia Rubi
- Best Adult Content Media: Conrad Son Show
- Best Adult Content Website: actricesdelpono.com
- Best Gay Scene:  El Masajista (LocuraGay)
- Best Series: Anal Divas by Franceska Jaimes (ADP)
- Best BDSM Scene:  Light VS Hard (Red Devil X)
- Best Amateur Themed Series: Cástings Porno (ZasXXX)
- Best International Adult Content Company: Brazzers
- Best Actress Chosen by the Public: Carolina Abril
- Best Actor Chosen by the Public: Nacho Vidal
- Best Website Chosen by the Public: putalocura.com
- Best Gay Actor Chosen by the Public: Antonio Miracle
- Honorable Award by the Organization: Max Cortés
- Special Award: Bonnie Rotten

### NINFA Awards 2015[16]
- Best Actor of the Year: Potro De Bilbao
- Best Actor of the Year in Gay-themed Videos: Angel Cruz
- Best Release Actor: Alberto Blanco
- Best Newcomer Gay Actor: Viktor Rom
- Best Webcamer: Carla Pons
- Best Gay Scene: Gay of Thrones, Men.com
- Best BDSM New Generation Scene Cap 6 : Actricesdelporno
- Best Amateur Scene : The First Anal of Apolonia, Pablo Ferrari
- Best Actor Chosen by the Public : Nacho Vidal
- Best Scene/Series of the Year : Bonnie Rotten - Actricesdelporno
- Best Actress of the year : Carolina Abril
- Best New Actress:  Apolonia Lapiedra
- SEB Apricots Special Award 2015: Ramón Nomar
- Best Personal Web of a porn artist:  Amarna Miller
- Best adult content web : www.actricesdelporno.com
- First Line Award : Juani de Lucía
- Best Gay Actor Chosen by the Public : Abraham Montenegro
- Best Actress Chosen by the Public - Pamela Sanchez
- Best Web Chosen by the Public : Cumlouder
- Honorary Award by the Organization: Sophie Evans

### NINFA Awards 2016
- Best Actor: Juan Lucho
- Best Actress: Silvia Rubi
- Best Director: Pablo Ferrari
- Best Scene: "Una invitación que termina en folladón"
- Best Amateur Scene: "Love in Paris"
- Best BDSM Scene: "Encadenada en la fábrica abandonada"
- Best Lesbian Scene: "Tiffany Doll vuelve con Misha Cross"
- Best New Actor: Salva Dasilva
- Best New Actress: Lilyan Red
- Best MILF Actress: Bianca Resa
- Best Web Site: www.actricesdelporno.com
- Best Web Amateur: Amarnamiller.com
- Best Webcammer: Nora Barcelona y Ratpenat
- Best Actor Chosen by the Public : Jordi El Niño Polla
- Best Actress Chosen by the Public - Carolina Abril
- Best Web Chosen by the Public: Zas.xxx
- Best Gay Actor: Viktor Rom
- Best Gay Sex Scene: "Star wars 4: A Gay XXX Parody" de Alter Sin
- Best New Gay Actor: Tony di Luzzy
- Best Gay Actor Chosen by the Public : Aaron Lautner
- Honorary Award by the Organization:Peret
- SEB Apricots Special Award 2016: José María Ponce

### NINFA Awards 2017[17][18]
- Best Actor: Emilio Ardana
- Best Actress:  Apolonia Lapiedra
- Best Director: Julio Rocco
- Best Scene: "Girls have to be bad sometimes" de Lara Tinelli Films
- Best Amateur Scene: "Las Fallas, la prueba del fuego" de Cumlouder.com
- Best Anal Scene: ""Breakfast" de Altporn4u.com"
- Best BDSM Scene: "Xtremo" de Xxdamm.com
- Best Lesbian Scene: "Sleep over" de Screwbox.com
- Best New Actor: Jesús Reyes
- Best New Actress: Estefani Tarragó
- Best MILF Actress: Montse Swinger
- Best International Actor:  Nacho Vidal
- Best International Actress:  Amirah Adara
- Best Web Site: Altporn4u.com
- Best Web Amateur: Viktorrom.com
- Best Webcammer: Gisela Love
- Best Actor Chosen by the Public : Jordi El Niño Polla
- Best Actress Chosen by the Public - Carolina Abril
- Best Web Chosen by the Public: Fakings.com
- Best Gay Actor: Ken Summers
- Best Gay Sex Scene: "Welcome to the jungle" de Fuckermate.com
- Best New Gay Actor: Patrick Dei
- Best International Gay Actor: Fostter Riviera
- Best Gay Actor Chosen by the Public : Viktor Rom
- Honorary Award by the Organization: Hermanas Ortega
- SEB Apricots Special Award 2016: Fundación Vicki Bernadet

### NINFA Awards 2018
- Best Actor: Nick Moreno
- Best Actress:  Irina Vega
- Best Director: Xavi Rocka
- Best Film: "An american nymphomaniac in London" de Private Media Group
- Best Scene: "Pop Corn" de Altporn4u.com
- Best Amateur Scene: "De dogging por la Casa de Campo" de Fakings.com
- Best Anal Scene: Valentina Bianco e Juan Lucho
- Best BDSM Scene: "El placer del dolor" de Cumlouder.com
- Best Lesbian Scene: "Lesbian Pop" de Altporn4u.com
- Best Orgy Scene: "Pop Corn" de Altporn4u.com
- Best New Actor: Gerson
- Best New Actress: Laura Duro
- Best MILF Actress: Bianka Blue
- Best International Actor:  Jordi Porn
- Best International Actress:  Francys Belle
- Best Spanish Film: Juanlucho.com
- Best Blowjob: Penélope Cum
- Best Actor Chosen by the Public : Jordi El Niño Polla
- Best Actress Chosen by the Public - Venus Afrodita
- Best Web Chosen by the Public: Cumlouder.com
- Best Camgirl Chosen by the Public - Sofía Star
- Best Gay Actor: Diego Reyes
- Best Gay Sex Scene: “Justice League Parody" de Alter Sin
- Best New Gay Actor: Santi Sexy
- Best International Gay Actor: Viktor Rom
- Best Gay Actor Chosen by the Public : Camilo Uribe
- Best Gay Spanish Film Chosen by the Public : Fuckermate.com
- Honorary Award by the Organization: Bibian Norai
- SEB Apricots Special Award 2016: Carlos Resa